# Oppio (film)
 Oppio  è un film statunitense del 1948, diretto da Robert Stevenson.

## Trama
Nel 1935, il commissario Michael Barrows, agente dell'FBN, da San Francisco, sta indagando sul traffico internazionale di oppio condotto da un'organizzazione criminale facente capo a colui (o colei) che è noto sotto il nome di Gene (o Jean) Hawkes, responsabile tra l'altro della riduzione in schiavitù e dello sterminio, all'occorrenza, di numerose persone addette alla semina ed al raccolto della pianta da cui si ricava quella droga.
Le indagini conducono Barrows ai quattro angoli del globo. A Shanghai l'estratto vegetale doveva venir raffinato, e qui Barrows incontra l'adolescente Shu Pan Wu, rimasta orfana in seguito ad una guerra, in procinto di essere condotta in America dalla sua governante Ann Grant, e che si affeziona a lui.
In Egitto vengono scoperte le piantagioni clandestine di papavero da oppio, gli impianti di irrigazione delle quali appaiono essere stati progettati dal defunto marito di Ann Grant, ingegnere. Barrows segue la pista fino a Beirut, verso cui la droga veniva istradata, nascosta negli stomaci dei cammelli che poi venivano macellati, e fino al canale di Suez, a partire dal quale diverse navi partivano per smistare lo stupefacente in vari paesi. In ognuna delle tappe dell'indagine, Barrows, in una virtuosa collaborazione sovranazionale con i vari membri delle intelligence locali, viene a identificare alcuni anelli minori della catena di Hawkes, che, una volta visti smascheratisi, preferiscono togliersi la vita piuttosto di lasciare che sia Hawkes stesso ad eliminarli.
L'ultima tappa è L'Avana, da dove il prodotto finito, per un valore di alcuni milioni di dollari, sotto forma di tre scatole contrassegnate come contenenti burro, deve raggiungere New York su una nave. Barrows si imbarca sulla stessa nave con Grant, Shu Pan Wu e, fra gli altri, un suo zio che le aveva invitate sull'isola, e riesce in extremis a recuperare la merce illecita e ad arrestare il famigerato insospettabile capo dell'organizzazione criminale, la persona denominata Hawkes.